# Diogo Douglas Santos Andrade Barbosa
Diogo Douglas Santos Andrade Barbosa, detto Diogo (Estância, 18 dicembre 1984), è un ex calciatore brasiliano, di ruolo difensore.

## Caratteristiche tecniche
Gioca come difensore laterale, ma aveva iniziato la carriera come centrocampista.

## Carriera

### Club
Vinse la Copa do Brasil 2008, giocando per lo Sport Club do Recife, giocando bene proprio contro il Corinthians, attirando l'attenzione del club che il 4 settembre 2008 lo acquista come rinforzo per la Série B.

## Palmarès

### Club

#### Competizioni statali
- Campionato Pernambucano: 2

Sport Recife: 2007, 2008

#### Competizioni nazionali
- Coppa del Brasile: 1

Sport Recife: 2008
- Campionato brasiliano di seconda divisione: 1

Corinthians: 2008